# Gâdinți
Gâdinți est une commune roumaine du județ de Neamț, dans la région historique de Moldavie et dans la région de développement du Nord-Est.

## Géographie
La commune de Gâdinți est située dans l'est du județ, sur la rive droite du Siret, à 5 km à l'est de Roman, dont elle est un faubourg et à 53 km de Piatra Neamț, le chef-lieu du județ.
La municipalité est composée du seul village de Gâdinți (population en 1992) :
- Gâdinți (2 195.

## Histoire
La première mention écrite du village date de 1415.
Le village de Gâdințti, qui faisait partie de la commune de Sagna depuis 1968 s'en est séparé en 2004 pour former une commune autonome.

## Politique
| Période                                  | Période  | Identité      | Étiquette | Qualité |
| ---------------------------------------- | -------- | ------------- | --------- | ------- |
| Les données manquantes sont à compléter. |          |               |           |         |
| 2004                                     | En cours | Vasile Băbuța | PSD       |         |

| Parti | Parti                                      | Sièges |
| ----- | ------------------------------------------ | ------ |
|       | Parti social-démocrate (PSD)               | 7      |
|       | Parti national libéral (PNL)               | 3      |
|       | Alliance des libéraux et démocrates (ALDE) | 1      |

## Démographie
On comptait en 2002 910 ménages et 854 logements dans la commune.
| 1992  | 2007  |
| ----- | ----- |
| 2 195 | 2 621 |

## Économie
L'économie de la commune repose sur l'agriculture et l'élevage. La commune dispose de 1 274 ha de terres arables, de 241 ha de prairies et de 2 284 ha de pâturages.

## Communications

### Routes
Gâdinți se trouve sur la route nationale DN15D Roman-Vaslui.

## Lieux et monuments
- Gâdinți, église orthodoxe St Dimitri (Sf. Dumitru) de 1812.

- Gâdinți, manoir Bogdan (Conacul Bogdana) du XIXe siècle.